# Caio Flamínio
Caio Flamínio Nepos (m. 217 a.C.; em latim: Gaius Flaminius Nepos) foi um político da gente Flamínia da República Romana eleito cônsul por duas vezes, em 223 e 217 a.C. com Públio Fúrio Filo e Cneu Servílio Gêmino respectivamente. Principal responsável pela expansão romana no norte da península Itálica, Flamínio destacou-se como o primeiro líder a desafiar a aristocracia patrícia, concentrada no senado, um século antes das lutas sociais travadas pelos irmãos Graco (133 a.C.) O prestígio que gozava junto aos plebeus, garantiu-lhe uma carreira de sucesso e a conquista de posições importantes, mas atraiu-lhe a hostilidade dos senadores que, sobretudo após sua morte, procuraram denegrir sua memória, acusando-o de demagogo e irresponsável.
Caio Flamínio, cônsul em 187 a.C., era seu filho.

## Primeiros anos
No final da Primeira Guerra Púnica (c. 241 a.C.), Caio Flamínio se apresentou como um homem novo à frente de um movimento que buscava reorganizar politicamente as conquistas territoriais, cada vez mais frequentes, da República. Na função de tribuno da plebe, em 232 a.C., organizou um plebiscito que fracionou o território sob o controle romano: as terras ao sul Arímino, conhecido como Campo Gálico (em latim: Ager Gallicus), que havia sido conquistado dos gauleses sênones dez anos antes, foi particionado e entregue a famílias de agricultores que haviam caído na miséria durante as guerras anteriores. Para conseguir superar a oposição do Senado, Flamínio simplesmente não os consultou, contrariando todas as normas constitucionais e tradições até então.
Em 227 a.C., Flamínio foi nomeado governador da Sicília romana. Durante seu mandato, a reorganização de terras conduzida por ele nas terras tomadas dos gauleses provocou uma revolta entre eles, que invadiram profundamente o território romano. Os romanos contra-atacaram e destruíram as forças bárbaras na Batalha de Telamão (225 a.C.). 

## Primeiro consulado (223 a.C.)
Logo depois, Flamínio foi eleito cônsul pela primeira vez com Públio Fúrio Filo. Ambos lideraram as formas romanas na vitória final sobre os gauleses e criaram a nova província da Gália Cisalpina. Depois, cruzando o rio, venceu os ínsubres, conquistando o Vale de Clesis (Venécia) e Milão (Mediolano), cujos habitantes nativos submeteram-se ao domínio de Roma. Conta-se que os dois cônsules estavam marchando com suas legiões para o norte da Itália, mas o Senado lhes enviou uma carta informando-lhes que sua eleição havia sido invalidada por conta de uma interpretação dos auspícios. Os cônsules, ocupados com os preparativos para a luta contra os ínsubres perto do Adda, só conseguiram avaliar o conteúdo da carta depois de terminada a batalha. Os dois retornaram para Roma, onde o povo, apesar da relutância do Senado, lhes concedeu um triunfo sobre os gauleses e ligúrios.

## Período intermediário (222–218 a.C.)

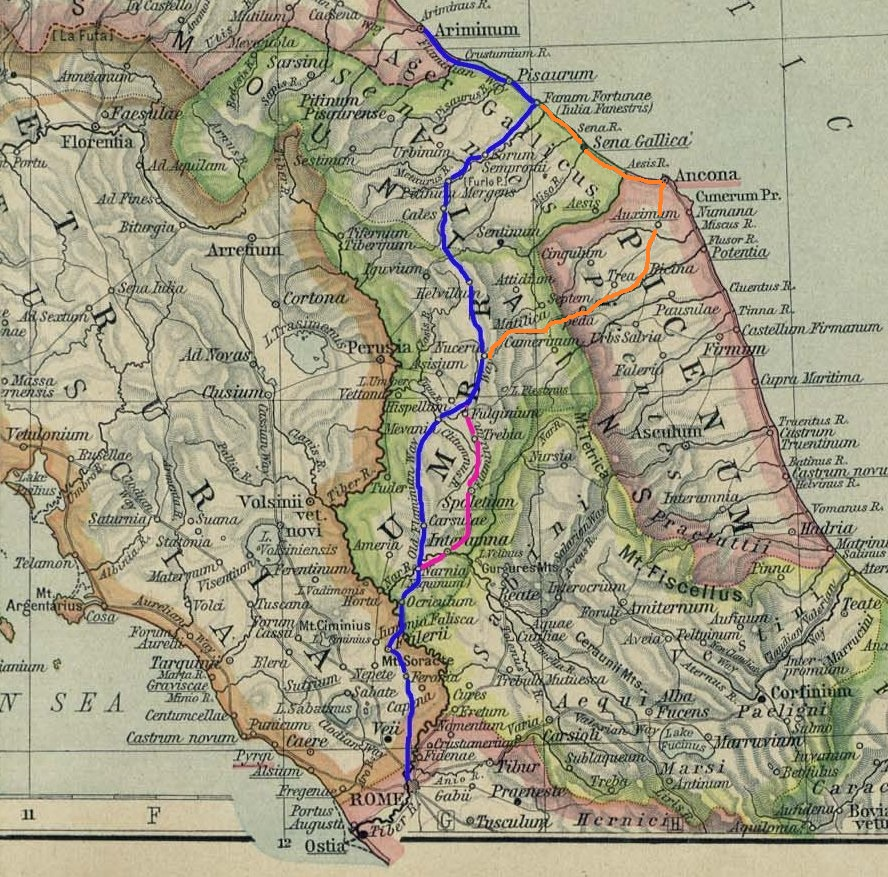
Traçado da Via Flamínia em azul, ligando Roma aos seus novos territórios no norte da península Itálica

Em 221 a.C., Flamínio foi mestre da cavalaria (magister equitum) do ditador Fábio Máximo e, ano seguinte, foi eleito censor com Lúcio Emílio Papo. Foi neste período que Roma deu início um grande programa de obras civis. Foi construída a Via Flamínia, ligando Roma a Arímino, foram criadas novas colônias em Placência e Cremona, criadas para controlarem o tráfego no rio Pó, e os gauleses, especialmente os boios, redistribuídos pela atual Emília, e os ínsubres, pela Lombardia. Também nesta época foram reorganizadas as assembleias centuriais com o objetivo de aumentar o peso eleitoral dos plebeus. Caio Flamínio também foi o responsável pela construção do primeiro circo equestre de Roma e o construiu nos "Campos Flamínios", o que lhe valeu o nome de Circo Flamínio.
Em 218 a.C., como senador, foi o único a votar a favor da Lex Claudia, que visava proibir que os senadores participassem do comércio exterior da República.

## Segunda Guerra Púnica

### Segundo consulado (217 a.C.)
Em 217 a.C., segundo ano da Segunda Guerra Púnica, foi eleito novamente, desta vez com Cneu Servílio Gêmino. No outono anterior, Aníbal, tendo cruzado os Alpes, chegou até a planície Padana e já havia derrotado os cônsules Públio Cornélio Cipião (pai de Cipião, o Africano) na Batalha de Ticino e Tibério Semprônio Longo na Batalha de Trébia.
Flamínio juntou nove legiões e marchou para Arímino para enfrentar Aníbal, que acreditava estar vindo caminho que todos os invasores utilizavam para chegar até Roma. Aníbal, porém, atravessou os Apeninos, provavelmente em algum ponto entre Bolonha e Pistoia (ou utilizando um percurso que, depois, o filho de Flamínio utilizaria para construir a Via Flamínia Menor) e seguiu para Roma. Flamínio conseguiu inverter precipitadamente a marcha de suas forças para defender a cidade. Em 27 de abril, no lago Trasimeno, os romanos, atrapalhados pela neblina, caíram numa terrível armadilha arquitetada por Aníbal. As legiões de Flamínio e uma parte da cavalaria de Cneu Servílio, que havia acabado de chegar, foram quase totalmente destruídas. A Batalha do Lago Trasimeno foi o último combate de Caio Flamínio, morto por um cavaleiro gaulês chamado Ducário. Seu corpo jamais foi recuperado.
Com a derrota, os optimates ganharam proeminência no Senado e, temendo um cerco a Roma por Aníbal, nomearam Fábio Máximo ditador.